# Antolín Iglesias Páramo
Antolín Iglesias Páramo (Pedrosa de Río Úrbel, Burgos, 1 de septiembre de 1934) es un poeta español.

## Estudios y dedicación a la docencia
Miembro de una amplia familia (fueron catorce hermanos) de Pedrosa de Río Úrbel. Estudió en Salamanca, en el Colegio Mayor Maestro Ávila de los Sacerdotes Operarios Diocesanos, donde publicó en la revista Ajedrez sus primeras obras literarias. Se licenció en Filología Románica por la Universidad Complutense de Madrid. Fue lector y luego profesor asociado en la  Universidad de Ruan (1973-1976), por la que se licenció en Literatura Francesa. De regreso a España, dio clases en distintos institutos de enseñanza secundaria de Madrid hasta su jubilación en 1998, cuando se instaló definitivamente en la provincia de Burgos y residió tanto en el pueblo de Santo Domingo de Silos como en la capital.
Autor de una importante obra poética, también coordinó la edición del libro Pedrosa de Río Úrbel, memoria de un pueblo (Dossoles, 2011), obra colectiva sobre la historia de su localidad natal.

## Carrera poética
Su  primer libro de poemas Afueras del Edén (Ed. Rialp, 1976)  obtuvo uno de los accésits del Premio Adonáis en 1975. Posteriormente, Iglesias Páramo publicó numerosos libros poéticos en editoriales como Trotta, Dossoles o Monte Carmelo. En su obra, ya desde el primer libro, son recurrentes los temas de inspiración cristiana o existencial, en la línea de Blas de Otero o Dámaso Alonso. Fray Valentín de la Cruz destacó que otro motivo frecuente en el poeta es la añoranza de un estado de plenitud perdido.
En 2020 seleccionó una antología de su poesía religiosa con el título Fe de vida (Ed. Monte Carmelo).
En 2023 presentó el libro de poemas Experiencia de orilla, publicado por la Institución Fernán González. El libro fue diseñado e ilustrado por el artista plástico Pepe Carazo.
A lo largo de su prolongada carrera literaria ha colaborado con distintas revistas literarias, desde la citada Ajedrez (donde publicó sus primeras composiciones poéticas en 1958) hasta Mirlo (2023). También ha participado en libros colectivos, como en Tardes de Año Nuevo (Encuentro, 2023), para el que aportó varios poemas de tema navideño escritos para la ocasión.

## Mecenazgo
En 2018, con el objetivo de promover la creación literaria entre los escolares, fundó y dotó el Premio Úrbel, cuyo nombre hace referencia a la comarca natal del poeta. El concurso lo administra, convoca y publica la Institución Fernán González.
Costeó, a través de Manos Unidas, la construcción de un grupo escolar en Gimbi Jitu (Etiopía).
También sufragó las esculturas de los beatos locales que decoran la fachada de la iglesia de Pedrosa de Río Úrbel.

## Reconocimientos
El 23 de diciembre de 2021 fue elegido, por unanimidad, académico correspondiente de la Real Academia Burgense de Historia y Bellas Artes (Institución Fernán González).